# Antiidiotypischer Antikörper
Ein antiidiotypischer Antikörper ist ein Antikörper, der an den variablen Bereich eines anderen Antikörpers (den Idiotyp) bindet.

## Eigenschaften
Ein antiidiotypischer Antikörper bindet innerhalb des variablen Bereichs eines Antikörpers an Epitope, die in diesem Falle als Idiotope bezeichnet werden. Die Hypothese der Regulation der Antikörperantwort durch antiidiotypische Antikörper (Network Hypothesis) wurde 1974 von Niels Jerne aufgestellt. Manche idiotypische Antikörper binden an das Paratop von Antikörpern und hemmen dadurch kompetitiv deren Bindung an ihr Epitop. Teilweise sind die Epitop-bindenden Stellen auf einem antiidiotypischen Antikörper analog zum Epitop des gebundenen Antikörpers.
Antiidiotypische Antikörper werden unter anderem zur Behandlung von B-Zell-Lymphomen und Ovarialkarzinomen untersucht.